# Ixalodectes flectocercus
Ixalodectes flectocercus је инсект из реда Orthoptera.

## Угроженост
Ова врста је крајње угрожена и у великој опасности од изумирања.

## Распрострањење
Ареал врсте је ограничен на једну државу. 
Аустралија је једино познато природно станиште врсте.